# Slanost v Avstraliji
Slanost tal in sušna slanost sta dva problema, ki močno degradirata okolje v Avstraliji. 
Slanost je skrb v mnogih državah, ampak še posebej na jugo-vzhodu Avstralije.
Eastern Mallee in Western Malle v zahodni Avstraliji, sta območji, ki sta nagnjeni k slanosti, pri čemer se opravljajo sanacijski ukrepi za odpravo problema. 
Prizadeta so tudi območja, ki obkrožajo Bryde-East, jezero Bryde in jezero Dumbleyung. V Murray River Valley je namakanje povzročilo težave s slanostjo.